# Ersa (måne)
Ersa, med de preliminära beteckningarna S/2018 J1 och XLII, är en av Jupiters månar. Den blev först observerad under 2017, men kungörandet dröjde till i juli 2018. Den upptäcktes av en grupp astronomer vid University of Hawaii.
Ersa är cirka 3 kilometer i diameter och roterar kring Jupiter på ett avstånd av cirka 11 483 000 kilometer. Den tillhör Himalia-gruppen bland Jupiters månar.
S/2018 J1 fick efter kungörelsen det officiella namnet Ersa. Ersa är i grekisk mytologi daggens gudinna och dotter till Zeus och Månen.